# Arctí de Milet
Arctí (en grec antic: Ἀρκτῖνος, Arctinus) fou un poeta èpic de l'antiga Grècia natural de Milet. Segons Dionís d'Halicarnàs, era el més antic dels poetes grecs, suposadament fins i tot anterior a Homer; probablement, però, cal datar-lo al segle viii aC.
Era fill de Teles i descendent de Nautes, segons la Suda i Joan Tzetzes. Es deia que havia estat deixeble d'Homer, i que a la seva època era l'únic que podia rebre el qualificatiu de poeta.
Va ser el més distingit d'entre els anomenats poetes cíclics, que van tractar el que es coneix com a Cicle èpic, avui perduts i coneguts solament gràcies a la Crestomatia de Procle. A l'antiguitat es coneixien dos poemes cèlebres que se li atribuïen per unanimitat:
- L'Etiòpida (Αἰθιοπίς), en cinc llibres, que era una mena de continuació de la Ilíada, i els seus personatges principals eren Mèmnon, rei d'Etiòpia, i Aquil·les, que el va matar.
- Iliupersis (Ἰλίου περσίς, 'La captura de Troia'), narra la caiguda de Troia i els fets que van passar fins a la marxa dels grecs. Una de les parts de la Petita Ilíada de Lesques també es titulava Ἰλίου περσίς, però era molt diferent de l'obra d'Arctí.
- Un altre poema èpic anomenat la Titanomàquia (Τιτανομαχία), la lluita dels Titans i els déus olímpics, que probablement va ser la primera obra del Cicle èpic; aquesta obra sovint li és atribuïda, però també a Eumel de Corint.[1]